# Coppa Intercontinentale 1983 (hockey su pista)
La Coppa Intercontinentale 1983 è stata la 1ª edizione dell'omonima competizione di hockey su pista riservata alle squadre di club. Il torneo ha avuto inizio il 29 gennaio e si è concluso il 6 febbraio 1983. Il trofeo è stato vinto dal Barcellona.

## Squadre partecipanti
- Barcellona
- Deportivo Thomas Bata
- Estudiantil
- Liceo Manuel de Salas
- Porto
- Portuguesa
- San Martín
- Sertãozinho

## Risultati
| 1ª giornata |                              |      |
|             |                              |      |
| 29 gennaio  | Barcellona - Estudiantil     | 8-2  |
| 29 gennaio  | Porto - Deportivo Bata       | 10-5 |
| 29 gennaio  | Manuel de Salas - San Martin | 3-2  |
| 29 gennaio  | Sertaozinho - Portuguesa     | 7-2  |

| 2ª giornata |                               |      |
|             |                               |      |
| 30 gennaio  | Barcellona - San Martin       | 3-0  |
| 30 gennaio  | Porto - Portuguesa            | 10-4 |
| 30 gennaio  | Manuel de Salas - Estudiantil | 7-3  |
| 30 gennaio  | Sertaozinho - Deportivo Bata  | 8-1  |

| 3ª giornata |                              |      |
|             |                              |      |
| 31 gennaio  | Barcellona - Deportivo Bata  | 8-3  |
| 31 gennaio  | Porto - San Martin           | 10-4 |
| 31 gennaio  | Manuel de Salas - Portuguesa | 7-3  |
| 31 gennaio  | Sertaozinho - Estudiantil    | 2-2  |

| 4ª giornata |                                  |      |
|             |                                  |      |
| 1º febbraio | Barcellona - Portuguesa          | 7-1  |
| 1º febbraio | Porto - Estudiantil              | 10-4 |
| 1º febbraio | Manuel de Salas - Deportivo Bata | 5-5  |
| 1º febbraio | Sertaozinho - San Martin         | 1-2  |

| 5ª giornata |                              |      |
|             |                              |      |
| 3 febbraio  | Barcellona - Manuel de Salas | 10-2 |
| 3 febbraio  | Porto - Sertaozinho          | 9-5  |
| 3 febbraio  | San Martin - Deportivo Bata  | 1-1  |
| 3 febbraio  | Estudiantil - Portuguesa     | 6-6  |

| 6ª giornata |                             |     |
|             |                             |     |
| 5 febbraio  | Barcellona - Sertaozinho    | 4-0 |
| 5 febbraio  | Porto - Manuel de Salas     | 4-4 |
| 5 febbraio  | San Martin - Estudiantil    | 2-0 |
| 5 febbraio  | Deportivo Bata - Portuguesa | 6-2 |

| 5ª giornata |                               |     |
|             |                               |     |
| 6 febbraio  | Barcellona - Porto            | 4-1 |
| 6 febbraio  | Sertaozinho - Manuel de Salas | 6-1 |
| 6 febbraio  | San Martin - Portuguesa       | 2-1 |
| 6 febbraio  | Deportivo Bata - Estudiantil  | 4-5 |

## Classifica finale
|  | Pos. | Squadra               | Pt | G | V | N | P | GF | GS | DR  |
|  | ---- | --------------------- | -- | - | - | - | - | -- | -- | --- |
|  | 1.   | Barcellona            | 14 | 7 | 7 | 0 | 0 | 44 | 9  | +35 |
|  | 2.   | Porto                 | 11 | 7 | 5 | 1 | 1 | 54 | 30 | +24 |
|  | 3.   | Liceo Manuel de Salas | 8  | 7 | 3 | 2 | 2 | 29 | 33 | -4  |
|  | 4.   | Sertãozinho           | 7  | 7 | 3 | 1 | 3 | 29 | 21 | +8  |
|  | 5.   | San Martín            | 7  | 7 | 3 | 1 | 3 | 12 | 19 | -7  |
|  | 6.   | Estudiantil           | 4  | 7 | 1 | 2 | 4 | 22 | 39 | -17 |
|  | 7.   | Deportivo Thomas Bata | 4  | 7 | 1 | 2 | 4 | 25 | 39 | -14 |
|  | 8.   | Portuguesa            | 1  | 7 | 0 | 1 | 6 | 19 | 45 | -26 |

Legenda:
      Vincitore Coppa Intercontinentale.
Note:
Due punti a vittoria, uno a pareggio, zero a sconfitta.